# Río Friegamuñoz
El río Friegamuñoz, también llamado rivera y arroyo de Frega Muñoz, es un río del suroeste de la península ibérica perteneciente a la cuenca hidrográfica del Guadiana, que transcurre por la provincia de Badajoz (España).

## Curso
La cabecera del Friegamuñoz nace en las sierras de Pallares y Morena, en el término municipal de Alconchel. Discurre en sentido este-oeste, a lo largo de unos 34 km de un trazado muy sinuoso y encajado, sirviendo su tramo bajo como límite natural entre dicho municipio y el de Villanueva del Fresno. Desemboca en el embalse de Alqueva, donde confluye con el río Guadiana. 

## Flora y fauna
Gran parte del recorrido del Friegammuñoz y el de su afluente, el arroyo de Cabriles, han sido declarados Zona Especial de Conservación  (ZEC). Las dos riveras se encuentran en un estado ecológico excepcional, albergando valores muy importantes desde el punto de vista de la conservación, puesto que al no tener barreras transversales, ni estar alteradas por el hombre en lo referente a infraestructuras, presas, etc;  aún mantienen la fauna piscícola autóctona característica de las riveras con circulación de aguas temporales típicas del sur de la península ibérica. Las galerías ribereñas también están bien conservadas así como el hábitat mediterráneo típico de dehesas de quercíneas de su entorno.